# Witte Automotive

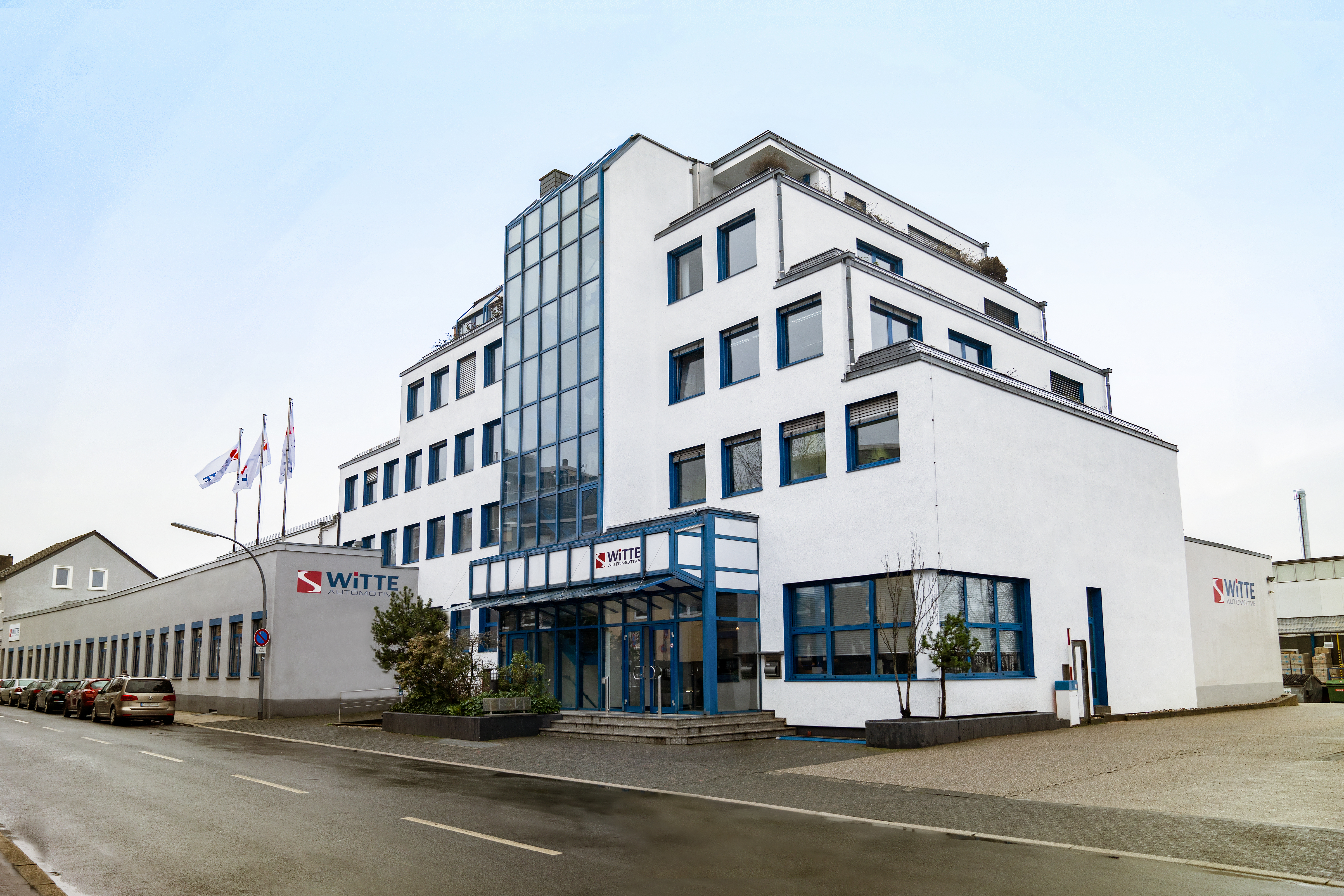
Unternehmenszentrale in Velbert

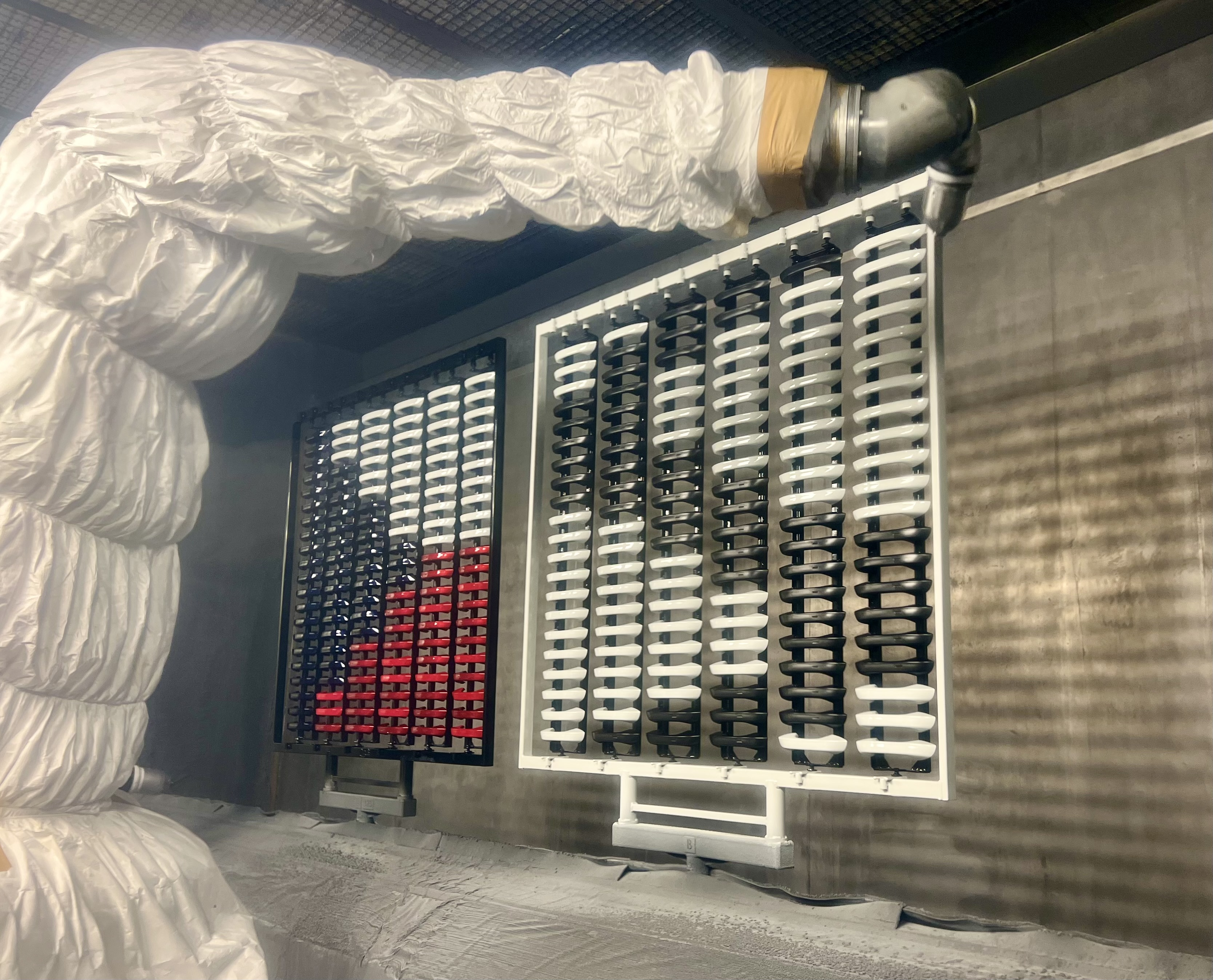
Lackieranlage im Werk in Ostrov, Tschechien

WITTE Automotive (ehemals: WITTE-Velbert GmbH & Co. KG) ist ein Automobilzulieferer mechatronischer Schließsysteme für Automobiltüren, -klappen, Interieur und Sitze.
WITTE Automotive hat den Hauptsitz in Velbert, Deutschland sowie weitere Standorte im In- und europäischen Ausland. Außerhalb Europas agiert das Unternehmen als VAST Automotive Group.

## Geschichte
WITTE wurde 1899 für die Produktion von Kofferschlössern von Ewald Witte gegründet. Mit der Währungsreform begann das Familienunternehmen, Schlösser und Beschläge für die Automobilindustrie zu fertigen. 1992 gründete das Unternehmen in der Tschechischen Republik die Tochtergesellschaft WITTE Nejdek, spol. s. r.o.
Ab 1993 erweiterte WITTE seine internationale Geschäftstätigkeit durch Joint Ventures in Brasilien, China, Japan, Südkorea und Indien.
1995 erwarb WITTE Automotive eine Mehrheit an der Riewer Kunststoff GmbH in Bitburg. Zudem übernahm das Unternehmen 1996 die Krosta Metalltechnik GmbH in Velbert. Gemeinsam mit der Prinz Unternehmensgruppe in Stromberg wurde 1999 das Joint-Venture Prinz WITTE GmbH für die Produktion und den Vertrieb von Produkten für die Fahrzeugindustrie gegründet.
2000 gründeten die damalige WITTE-Velbert und die Strattec Security Corporation, Milwaukee die VAST Automotive Group (VAST=Vehicle Access Systems Technology), der 2006 auch ADAC Automotive, Grand Rapids beitrat.
Im Jahr 2008 wurde das Velberter Unternehmen Friedr. Fingscheidt GmbH übernommen. Neben dem Hauptsitz in Velbert verfügte Fingscheidt über einen Produktionsstandort in Wülfrath, an dem unter anderem auch heute noch der Mercedes-Stern für die PKWs von Mercedes-Benz hergestellt wird. Dieses Unternehmen verschmolz 2011 mit der Krosta Metalltechnik und heißt seit Oktober 2011 WITTE Niederberg GmbH. Zudem erfolgte 2008 die Übernahme der Produktsparte Power Products von Delphi Automotive.
Im Oktober 2008 wurde in der bulgarischen Stadt Russe (auch Ruse) eine neue Tochtergesellschaft von WITTE Automotive, die WITTE Automotive Bulgaria EOOD, gegründet. Im Mai 2010 begann WITTE Automotive in Russe mit der Produktion von Fahrzeugkomponenten, wobei die Produktionskapazitäten am Standort Russe in den Folgejahren weiter ausgebaut wurden. Nachdem Anfang 2013 ein Grundstück erworben wurde, erfolgte am 11. Oktober 2013 die Grundsteinlegung für das neue Produktionswerk, welches am 1. Oktober 2014 eröffnet wurde.
Am 13. Mai 2016 wurde in Ostrov nad Ohří in Tschechien ein weiteres Werk in Betrieb genommen, in dem unter anderem lackierte Türaußengriffe gefertigt werden. Im selben Jahr wurde die Gesellschaft WITTE Automotive Sweden AB in Göteborg, Schweden, gegründet.
2018 wurde die Geschäftseinheit WITTE Digital gegründet, die Systeme zur digitalen Autoentriegelung, zum Beispiel mit dem Smartphone, entwickelt. 2021 übernahm WITTE das tschechische Unternehmen IMA, das elektronische Identifikationssysteme entwickelt.
Zum 30. Juni 2023 wurde bekannt gegeben, dass WITTE alleiniger Eigentümer der VAST Automotive Group in China und Japan werde und die Anteile der VAST Automotive Group an Minda-VAST, dem seit 2015 bestehenden Joint Venture mit dem indischen Zulieferer Spark Minda, übernehme, während ADAC Automotive die Einheit in Brasilien sowie Strattec die Geschäftstätigkeit der VAST in Südkorea übernahm. Im September 2023 weitete WITTE Automotive zudem seine Geschäftstätigkeit in Osteuropa aus, indem es eine Mehrheitsbeteiligung an der Forez Bulgaria, die im Bereich der Fertigung von Kunststoff-Spritzgussteilen tätig ist, erwarb. Das Unternehmen wurde in WITTE Injection Molding Bulgaria EOOD umbenannt und im Juli 2024 erfolgte die vollständige Übernahme durch sowie die Integration in die WITTE Automotive Bulgaria.

## Unternehmensstruktur
Die Muttergesellschaft des WITTE-Konzerns ist die WITTE Automotive GmbH mit Sitz in Velbert. Im Geschäftsjahr 2022 erwirtschaftete der Konzern 663,92 Mio. Euro und beschäftigte 4179 Mitarbeiter.

### Europa
Unter dem Namen WITTE Automotive werden alle Produkte, Systeme und Techniken des Konzerns in Europa vertrieben.
Am Hauptsitz in Deutschland ist die Tochtergesellschaft WITTE-Velbert GmbH & Co. KG (WITTE-Velbert) für die Bereiche Entwicklung und Vertrieb in Deutschland zuständig. Zur WITTE-Gruppe gehören in Deutschland wiederum die Tochtergesellschaften WITTE Niederberg GmbH, Wülfrath, sowie die WITTE Bitburg GmbH, Bitburg (vorher Riewer Kunststoffe bzw. Riku; Bitburg). Die WITTE Niederberg GmbH fertigt Stanzprodukte und Zink-Druckgussprodukte sowie Komponenten mit veredelten Oberflächen. Neben der Produktion findet hier auch Montage statt. Die WITTE Bitburg GmbH liefert Kunststoffkomponenten. Weiterhin unterhält WITTE Automotive Kundenbüros in Wolfsburg, Böblingen und München.
In der Tschechischen Republik ist WITTE Automotive mit der WITTE Nejdek, spol. s.r.o. mit Sitz in Nejdek vertreten. An diesem Standort befinden sich sowohl die Bereiche Vertrieb und Entwicklung als auch die Produktion und Montage von Produkten. Weiterhin gehören zu dieser Tochtergesellschaft zwei Entwicklungsbüros in Pilsen und Prag. Im Tschechischen Ostrov ansässig sind zudem im integrierten Türaußengriffwerk die WITTE Access Technology s.r.o., ein Hersteller von Türaußengriffen, und die WITTE Paint Application, s.r.o., ein Lackierbetrieb. In Prag befindet sich außerdem die Tochtergesellschaft IMA, das Institut Mikroelektronickych Aplikaci s.r.o., welches in der Entwicklung tätig ist.
In Bulgarien ist die Tochtergesellschaft WITTE Automotive Bulgaria EOOD, ein Montage- und Entwicklungszentrum, welches überwiegend den Markt in Süd-Ost-Europa bedient, ansässig. Die WITTE Automotive Sweden AB mit Sitz in Göteborg ist zuständig für den Vertrieb sowie die Entwicklung der Produkte in Nordeuropa.

### Asien und Nordamerika
Der WITTE-Konzern ist nach der Übernahme der VAST Automotive Group mit eigenen Standorten in China, Japan und im Rahmen eines Joint Ventures in Indien vertreten. In Nord- und Südamerika kooperiert WITTE weiterhin mit den nordamerikanischen Unternehmen ADAC Automotive und Strattec. Für die Vermarktung des Toleranzausgleichssystems Witol unterhält die Unternehmensgruppe in China die WITTE Taicang Automotive Co. Ltd. sowie die Witol Automotive Fasteners (Kunshan) Co. Ltd. und darüber hinaus in Nordamerika die Witol Automotive USA Inc.

## Entwicklungs- und Produktionsschwerpunkte
Der WITTE-Konzern entwickelt, fertigt und vertreibt mechanische, mechatronische und elektronische Schließ- und Betätigungssysteme sowie Toleranzausgleichssysteme und weitere Produkte der Metall- und Kunststofffertigung. Der Konzern beliefert einen Großteil der Automobilhersteller weltweit sowie zahlreiche Systemlieferanten. Die Produktionsschwerpunkte des Unternehmens sind Schließ- und Verriegelungssysteme, Fahrzeugzugangssysteme und Sitzsicherheitssysteme.

### Klappen
WITTE Automotive entwickelt und produziert Zugangssysteme zum Fahrzeug sowie mechatronische Systeme, über die sich Türen und Klappen am Fahrzeug bedienen lassen. Das Angebot umfasst des Weiteren Zuziehhilfen, Sicherheitsfanghaken, Schließbügel, Schlösser, Betätigungen und Multifunktion-Griffleisten.

### Technik für Türen
Das Angebot des Unternehmens umfasst Technik für Türen wie Türmodule, Türaußengriffe, Lagerbügel und Innenbetätigungen. WITTE Automotive produziert außerdem Schlüssel- und Schließgarnituren, schlüssellose Zugangssysteme, schlüssellose Startsysteme und Schlösser. Zudem bietet das Unternehmen Zuziehhilfen, Schließbügel und Türfeststeller und -bremsen an.
WITTE Digital bietet zudem das Entriegelungssystem Flinkey an, mit dem Autotüren mit dem Smartphone entriegelt werden können. Dieses System kann auch bei Fahrzeugen älterer Bauarten nachgerüstet werden.

### Technik für Sitze
Das Unternehmen entwickelt und produziert darüber hinaus Technik für Sitze wie Rückenlehnenverriegelungen, Mehrpositionen-Lehnenverriegelungen, Kinematik-Baugruppen sowie Sitzbodenverriegelungen. Überdies umfasst das Angebot abschließbare Verriegelungen, Betätigungen (mit Indikation) und Schließbügel.

### WITOL
Ein weiterer Unternehmensbereich ist die Produktion des Toleranzausgleichssystems WITOL. Mit dem WITOL-System können Spannungen und Verformungen beim Verschrauben von Bauteilen vermieden werden. Das System sorgt für eine spannungsfreie Verbindung von Karosserie und beispielsweise Hochvolt-Batterien, indem es Toleranzen in axialer und radialer Richtung automatisch ausgleicht. Dies führt zu einer Reduktion der Montagezeit und Nacharbeit.

## Auszeichnungen
WITTE Automotive wurde im Jahr 2013 mit dem Volkswagen Group Award ausgezeichnet. Diese Auszeichnung wird jedes Jahr an die 21 besten Lieferanten des Volkswagen-Konzerns verliehen. Ebenso wurden WITTE Standorte mit dem Ford Q1 für Ford-Zulieferer ausgezeichnet. 2024 erhielt WITTE in Bulgarien den Lean & Green Management Award in der Kategorie Automotive.

## Nachhaltigkeit
Das Unternehmen ist Mitglied im Catena-X Automotive Network e. V., einem Verein für die Zusammenarbeit zwischen Unternehmen der Automobilindustrie sowie Zulieferern. Ziel des Vereins ist es, die Transparenz sowie Nachhaltigkeit entlang der Wertkette zu fördern. Zudem vereinbarte das Unternehmen 2022 mit BASF, Mercedes-Benz und der Pyrum Innovations AG einen Wertstoffkreislauf, bei dem Pyrolyseöl aus Altreifen sowie Biomethan aus organischen Abfällen für die Herstellung von Kunststoffen verwendet werden. Für diesen Wertstoffkreislauf wurden die Partner 2022 mit dem Materialica Design und Technology Award ausgezeichnet.